# Tellé Cardim
Tellé Cardim (Clélia Cardim) (São Paulo, 15 de julho de 1949) é uma jornalista brasileira. É filha do maestro Átilla Cardim e Oropssuma Djabraian. É também sobrinha do flautista Aníbal Cardim.  

## Biografia
Foi criada entre São Paulo e Rio, onde estudou jornalismo na PUC-Rio. É conhecida por ser amiga de artistas da MPB e do teatro na juventude  . 
Em 1959, fez curso no Teatro Oficina com José Celso Martinez Corrêa. Participou de vários filmes como atriz, como O Candinha, Proibido Beijar e Absolutamente Certo. Ficou conhecida pela forte presença nos Festivais da MPB da TV Record, onde liderava as vaias a artistas que não tinham músicas de esquerda  . 
No teatro, atuou na peça Eles Não Usam Black-Tie, no Teatro de Arena, em 1962. Também atuou em A Prima Dona, com Dina Sfat. Na televisão, atuou na novela Clarissa, de Érico Veríssimo, na TV Cultura. Começou como repórter na extinta TV Excelsior nos anos 1960.  Passou também por Tupi, SBT, Gazeta, Bandeirantes e Record, onde atua como editora de Cultura. Também trabalhou no jornal Última Hora e fez colaboração para a extinta revista O Cruzeiro. 
Entre suas entrevistas mais marcantes, estão a que fez com o cosmonauta russo Yuri Gagarin, com o líder espírita Chico Xavier, com o ator mexicano Arturo de Córdoba, com o poeta Vinícius de Moraes, com o cantor João Gilberto e com o compositor Tom Jobim.